# PhpMyAdmin
phpMyAdmin este un sistem de gestiune a bazelor de date MySQL liber, open source, scris în PHP și destinat administrării bazelor de date prin intermediul unui browser web. Prin phpMyAdmin se pot întreprinde diverse operații cum ar fi crearea, modificarea sau ștergerea bazelor de date, tabelelor, câmpurilor sau rândurilor; executarea de comenzi (interogări) SQL.
1. ↑  phpMyAdmin 5.2.2 (în engleză), 21 ianuarie 2025, accesat în 21 ianuarie 2025
2. ↑   https://www.phpmyadmin.net/contribute/, accesat în 29 aprilie 2021 Lipsește sau este vid: |title= (ajutor)